# Laktáz

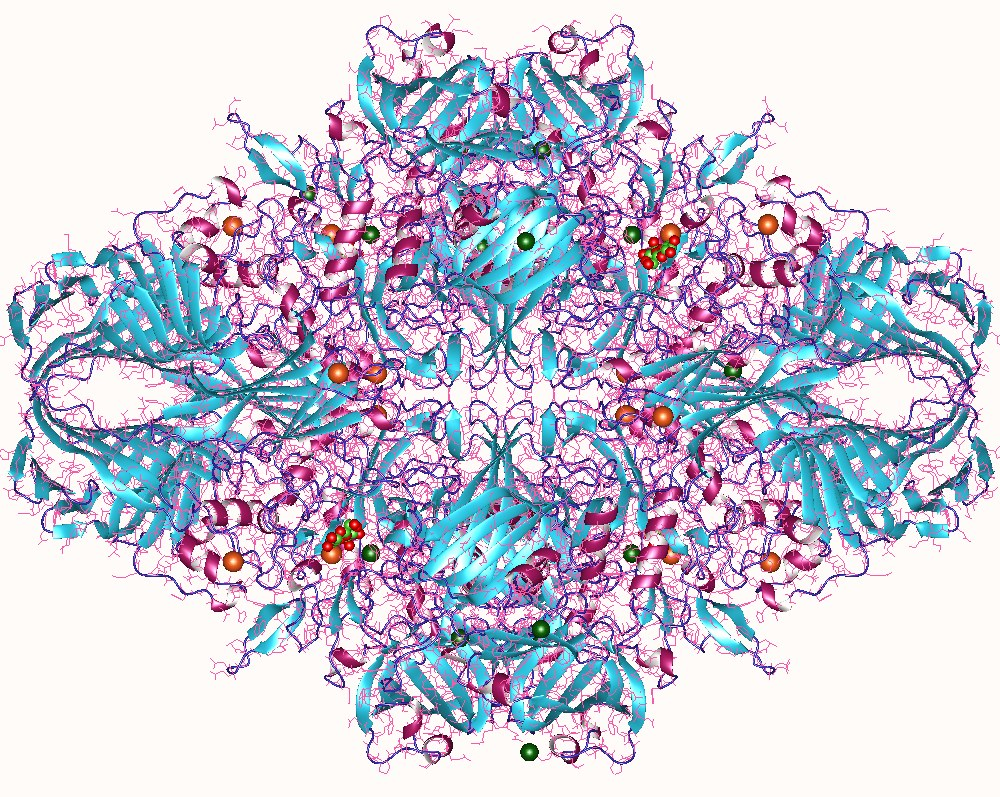
Laktáz tetramer, E.Coli.

A laktáz hagyományos enzim, mely a legtöbb emberben a vékonybél nyálkahártyasejtjeiben megtalálható. A laktóz, vagy más néven a tejcukor megemésztéséhez elengedhetetlen. Az emésztés első fázisát végzi: a laktóz elbontását szőlőcukorra és galaktózra.
A tejfogyasztás különböző emésztési zavarokat okozhat, ha hiányzik ez a laktóz bontó enzim vagy, ha ennek a termelődése nem megfelelően működik (pl.: csökkentve). Ilyenkor fellépő tünetek a puffadás, görcsös hasi fájdalom, hasmenés, émelygés vagy a  rossz közérzet. A laktóz lebontatlanul tovább jut a vékonybélből a vastagbélbe, ahol a vastagbél baktériumai rövid szénláncú zsírsavakká és gázokká bontják le. Tehát a laktózérzékenység a laktáz (mint enzim) teljes vagy részleges hiánya a szervezetben.
A laktózmentes élelmiszerek túlnyomó része úgy készül, hogy az élelmiszerhez (pl. tej, joghurt, kefir) laktázt adnak, vagyis az emésztés első fázisa még a szervezeten kívül történik. Az így készült laktózmentes élelmiszer energia- és cukortartalma azonos az eredeti élelmiszerével.